# Đảo Barren (quần đảo Andaman)
Đảo Barren là một hòn đảo nằm ở biển Andaman. Hòn đảo này là ngọn núi lửa duy nhất hoạt động được xác nhận ở khu vực Nam Á và là ngọn núi lửa hoạt động duy nhất nằm trên chuỗi núi lửa từ Sumatra đến Myanmar. Nó là một phần của Quần đảo Andaman và Nicobar một đơn vị lãnh thổ liên minh của Ấn Độ, nằm cách thủ phủ Port Blair khoảng 138 km (86 dặm) về phía đông bắc.
Vào ngày 27 tháng 2 năm 2019, lúc 16 giờ 21 phút núi lửa Barren phun trào trở lại. Trung tâm tư vấn tro núi lửa (VAAC) Darwin của Úc đã cảnh báo về một đám tro bụi núi lửa cao tới độ cao ước tính 900 m. Tiếp theo sau đó là nhiều trận động đất đã diễn ra.

## Lịch sử

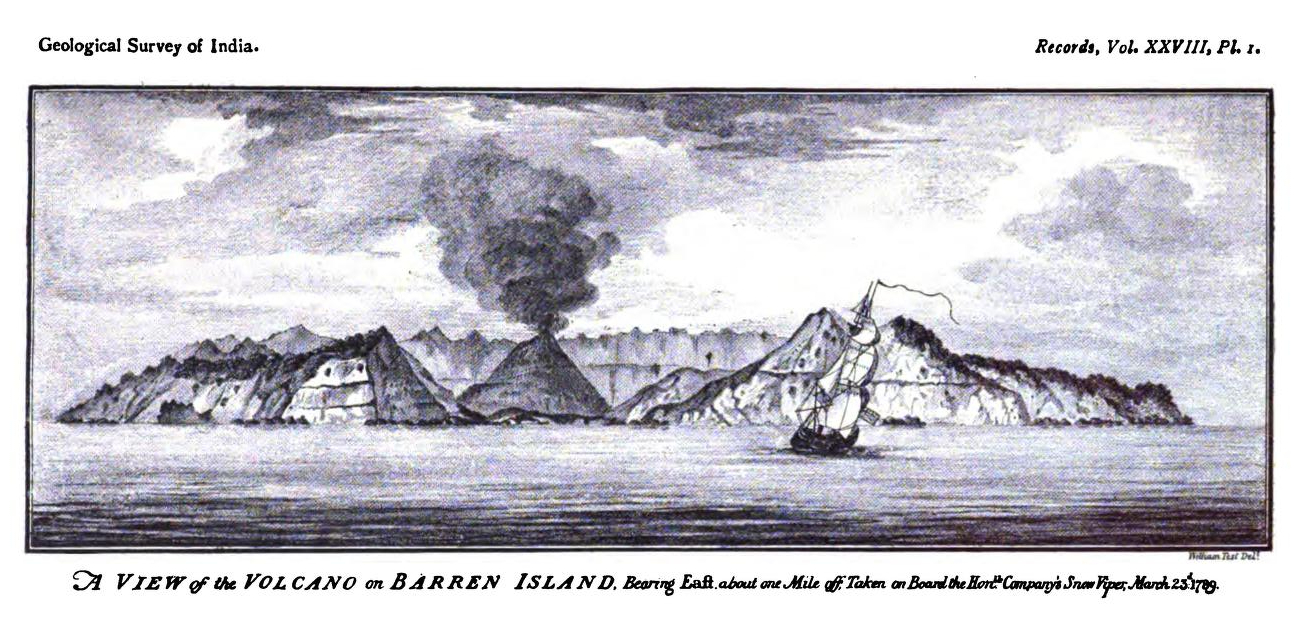
Một minh họa về hòn đảo vào năm 1789

Lần phun trào đầu tiên được ghi nhận của núi lửa Barren là vào năm 1787. Kể từ đó, ngọn núi lửa này đã phun trào hơn mười lần, lần gần đây nhất là vào năm 2017. Sau lần phun trào đầu tiên được ghi nhận vào năm 1787, các vụ phun trào tiếp theo sau đó được ghi nhận là vào năm 1789, 1795, 1803, 1804 và 1852. Sau gần một thế kỷ rưỡi "ngủ đông", hòn đảo đã phun trào lại vào năm 1991 kéo dài sáu tháng và gây ra thiệt hại đáng kể.
Vụ phun trào năm 1991 gây ra thiệt hại lớn cho hệ động vật trên đảo. Một nhóm nhân sự từ Cơ quan Khảo sát Địa chất Ấn Độ đã đến thăm đảo Barren vào ngày 8 tháng 9 năm 1993 để đánh giá tác động của vụ phun trào đối với sự phân bố, thói quen và sự phong phú của các loài động vật. Báo cáo cho thấy vụ phun trào đã làm giảm số loài chim và số lượng của chúng. Nhóm nghiên cứu chỉ quan sát 6 trong số 16 loài chim được biết đến trên đảo. Chim bồ câu hoàng gia (Ducula bcolor) là loài có nhiều nhất trong số 6 loài được quan sát. Trong một cuộc khảo sát được thực hiện vào ban đêm, nhóm nghiên cứu đã phát hiện ra một loài chuột (Rattus rattus) và 51 loài côn trùng. Báo cáo cũng ghi nhận rằng núi lửa vẫn đang phun ra khí gas. Đã có những vụ phun trào vào năm 1994-1995 và năm 2005-2007, mà sau đó được coi là có liên quan đến trận Động đất và sóng thần Ấn Độ Dương 2004. Một ngọn hải đăng được xây dựng vào năm 1993 đã bị phá hủy bởi những vụ phun trào gần đây.
Một nhóm nghiên cứu của Viện Hải dương học Quốc gia của Ấn Độ đã phát hiện ra ngọn núi lửa phun trào vào ngày 23 tháng 1 năm 2017. Abhay Mudholkar, người đứng đầu nhóm nghiên cứu cho biết: "Núi lửa đang phun trào trong các đợt nhỏ khoảng năm đến mười phút một lần. Tuy nhiên, sau khi mặt trời lặn, các điểm phun ra dung nham phun ra khói vào khí quyển và những dòng dung nham nóng chảy chảy xuống sườn dốc của núi."
Dựa trên phương pháp định tuổi bằng đồng vị phản xạ từ các mẫu lấy ở đảo Barren, người ta đã xác định rằng dòng dung nham lâu đời nhất của núi lửa là 1,6 triệu năm và núi lửa nằm trên lớp vỏ địa chất đại dương có tuổi đời khoảng 106 triệu năm. Tất cả các vụ phun trào được ghi nhận nằm ở mức thấp của Chỉ số bùng nổ núi lửa. Chỉ số vụ phun trào năm 2017 được ghi nhận là 2.
Ngày 25 tháng 9 năm 2018, núi lửa phun trào trở lại. Ngày 28 tháng 9 diễn ra một trận động đất 7,5 độ Richter gần Sulawesi, Indonesia khiến 1.500 người thiệt mạng, nguyên nhân được xem là bởi sự phun trào núi lửa - theo Tapan Pal, giám đốc Cơ quan Khảo sát Địa chất Ấn Độ.

## Địa lý
Hòn đảo núi lửa này nằm ở giữa vành đai núi lửa thuộc phần rìa các mảng kiến tạo là Mảng Ấn Độ và Mảng Burma. Đảo Narcondam là một ngọn núi lửa không hoạt động trong khu vực, một phần của các vỉa núi lửa như Alcock và Sewell. Tất cả các vụ phun trào gần đây (1789 và sau đó) được giới hạn trong và xung quanh một điểm hình nón đang hoạt động nằm trong miệng núi lửa rộng 2 km (1,2 mi) được hình thành do sự sụp lún vào Thế Pleistocen của một điểm hình nón xưa của núi lửa. Phần còn lại của điểm hình nón nguyên thủy đó tạo thành một vách đá quanh đảo (thường được gọi là tường thành hõm chảo), với một phần bị sụp ở hướng tây. Đỉnh núi lửa là độ cao cao nhất trên đảo, cao 353 m (1.158 ft), với hầu hết các phần thân của núi lửa nằm dưới nước, tính từ đáy biển ngọn núi cao 2.250 mét. Đảo có đường kính 3 km (1,9 mi), với tổng diện tích bề mặt là 8,34 km2 (3,22 dặm vuông Anh).

## Đa dạng sinh học
Đúng như tên gọi của nó, đảo núi lửa có diện tích rộng lớn và phong cảnh cằn cỗi. Đảo không có người ở mà có nhiều dê sinh sống. Cùng các loài chim, dơi giống như loài thuộc Chi Dơi quạ và một vài loài gặm nhấm như chuột sống trên đảo trong điều kiện khắc nghiệt.

## Du lịch
Vùng biển xung quanh đảo Barren được cho là một trong những điểm lặn ở biển hàng đầu thế giới. Điểm tham quan ở đây có tầm nhìn rõ ràng, cá đuối Manta, thú vị của địa hình bazan, địa hình hình thành bời dung nham chảy trong quá khứ, và san hô. Điểm lặn nằm khá xa nhưng có thể được tiếp cận bằng tàu trực tiếp hoặc từ các nhà điều hành dịch vụ lặn biển có trụ sở tại đảo Havelock.

## Quản trị
Đảo thuộc khu hành chính Bắc và Trung Andaman, một phần của lãnh thổ liên minh Ấn Độ thuộc quần đảo Andaman và Nicobar.

## Nhân khẩu học
Hòn đảo không có người ở.

## Hình ảnh

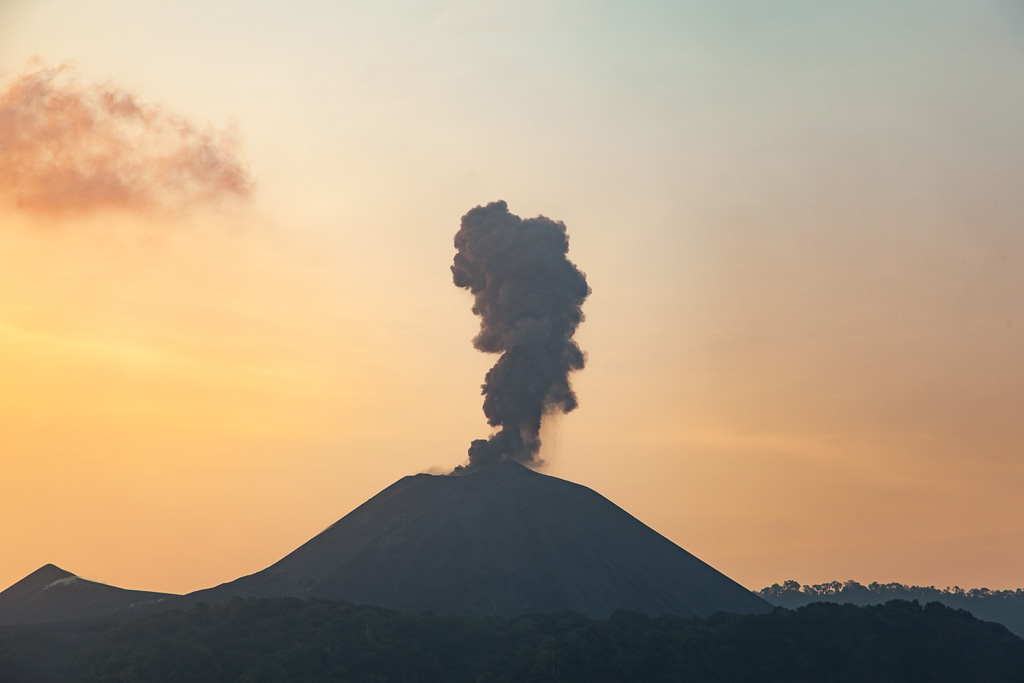
Đảo Barren đang phun trào
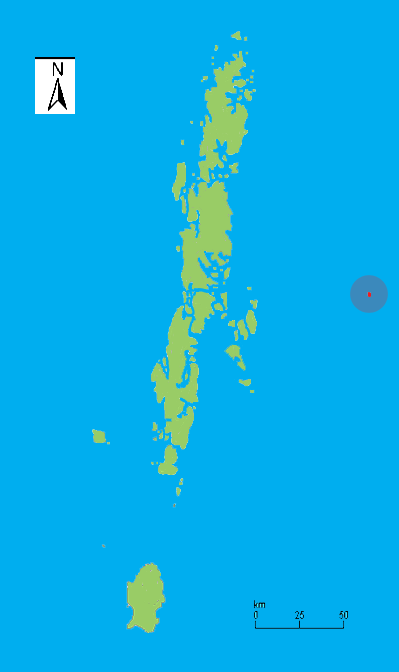
Bản đồ phác thảo quần đảo Andaman, với vị trí của Đảo Barren được tô sáng (vòng tròn màu đỏ)
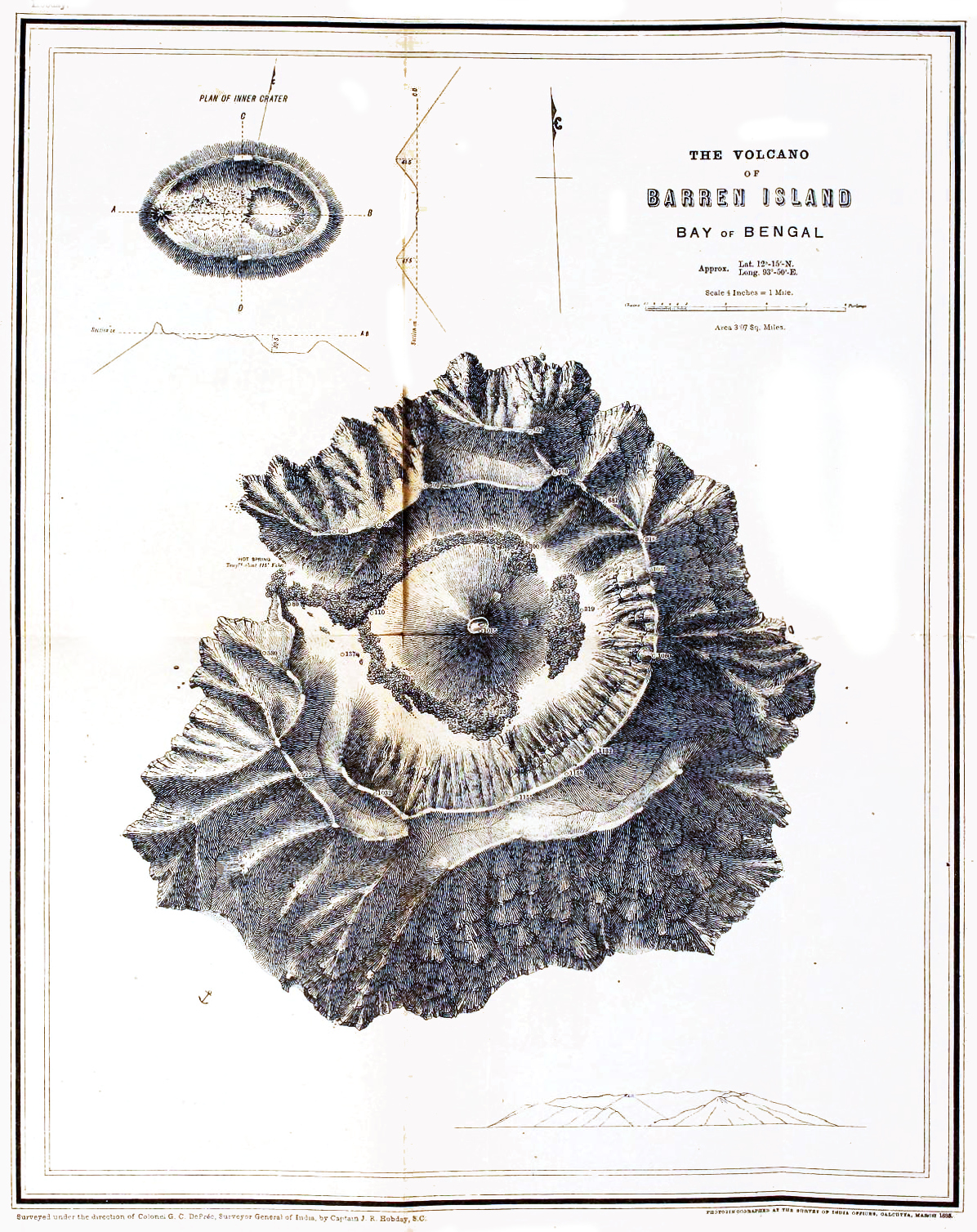
Địa hình đảo